# Esthlogenopsis ochreoscutellaris
Esthlogenopsis ochreoscutellaris är en skalbaggsart som beskrevs av Stefan von Breuning 1942. Esthlogenopsis ochreoscutellaris ingår i släktet Esthlogenopsis och familjen långhorningar. Inga underarter finns listade i Catalogue of Life.